# ظفر ۱۸۶۰۱
سیارک ۱۸۶۰۱ (به انگلیسی: 18601 Zafar، نامگذاری:1998BL11) هجده هزار و ششصد و یکمین سیارک کشف شده‌است که در ۲۳ ژانویه ۱۹۹۸ کشف شد.
قدر مطلق سیارک برابر ۱۰.۷ است.